# 廖繼魯
廖繼魯（1941年1月29日—2008年9月5日），中華民國（台灣）政治人物，臺中市人，曾任中國國民黨籍臺灣省議員、臺中市議員。
子廖述嘉曾任台中市議員、媳盧秀燕則是現任台中市長，亦曾任立委。